# 덕산재
덕산재(德山재)는 경상북도 김천시 대덕면 덕산리와 전북특별자치도 무주군 무풍면 금평리 사이에 위치한 백두대간의 고개다. 다른 이름으로 주치령(走峙嶺)이라고도 한다. 높이는 해발 544m이며 이 곳을 경계로 하여 경상북도와 전북특별자치도가 도 경계를 이룬다. 국도 제30호선이 이곳을 지난다.
경상북도 김천시에서 전북특별자치도 무주군으로 가는 길은 크게 두가지가 있는데 하나는 부항령을 넘는 방법과 다른 하나는 이 고개를 넘는 것인데 덕산재가 부항령보다 고개 높이가 낮다. 이 곳은 예전부터 다른 이름으로 불렸는데 대동여지도에는 이 곳이 주치(朱峙)로, 조선지형도에는 주치령으로 기록되어 있다. 이 곳이 주치령으로 불리게 된 이유는 과거에 산적이 자주 출몰하여 산적을 만나게 될 경우 고개 아랫마을까지 빨리 달려가야 살 수 있다고 하여 붙었다고 한다. 덕산재라는 이름은 이 고개 근처에 '덕산'이라는 마을이 있기 때문인데, '덕산'이라는 마을 이름은 이 마을 앞에 대덕산이 있어 붙었다고도 하며 또는 마을 사람 모두 덕을 쌓고 살자는 염원을 담은 이름이라고도 한다.
대덕산으로 오르기 위한 들머리 중 하나이기 때문에 많은 등산객들이 이 곳을 찾는다. 산세는 김천시 쪽이 험해 차로 이 고개를 넘으려고 하면 김천시 쪽은 경사가 가파른 반면에 무주군 쪽은 상대적으로 경사가 완만하고 도로 굴곡도 나은 편이다.